# Osiek Piaseczny
Osiek Piaseczny (prononciation : [ˈɔɕɛk pjaˈsɛt͡ʂnɨ]) est un village polonais de la gmina de Zawidz dans le powiat de Sierpc de la voïvodie de Mazovie dans le centre-est de la Pologne.
Il se situe à environ 5 kilomètres à l'est de Zawidz (siège de la gmina), 21 kilomètres au sud-est de Sierpc (siège de le powiat) et à 98 kilomètres au nord-ouest de Varsovie (capitale de la Pologne).

## Histoire
De 1975 à 1998, le village appartenait administrativement à la voïvodie de Płock.

Depuis 1999, il appartient administrativement à la voïvodie de Mazovie